# Club Polideportivo Mérida
El Club Polideportivo Mérida, S. A. D. fue un club de fútbol situado en la ciudad de Mérida, España. Fue fundado en 1912 con el nombre de Sportiva Emeritense. A lo largo de su historia también ha sido conocido como Club Deportivo Emerita (1929 a 1934), Emérita Foot-ball Club (1934 a 1936), Sociedad Deportiva Emeritense (1939 a 1966) y Mérida Industrial C. F. (1966 a 1985).
El Mérida fue el primer equipo extremeño que jugó en la Primera División de España. Hizo su debut en la temporada 1995-96 y regresó en la campaña 1997-98, pero en ambos casos descendió al año siguiente. Durante la década de 1990 fue uno de los rivales habituales en la segunda categoría y destacó en algunas competiciones como la Copa del Rey, en la que llegó a cuartos de final en su último año.
La entidad desapareció el 1 de septiembre de 2000 por las deudas que acumuló durante sus años en la Liga de Fútbol Profesional. Su sucesor fue el Mérida Unión Deportiva, creado a partir del antiguo filial.

## Historia

### Orígenes y fundación
Mérida fue una de las primeras ciudades de Extremadura que contó con su propio club de fútbol. El 28 de diciembre de 1912 se fundó de la Sportiva Emeritense, la primera de la ciudad, con Juan Casillas como primer presidente. Sin embargo, su vida fue corta y años después desapareció por problemas económicos. El C. P. Mérida asumió esa fecha como la de su nacimiento original.
En 1919, un destacamento militar formado en su mayoría por soldados de Cataluña fundó el "Club Catalanes", una entidad polideportiva que fue el embrión del equipo blanquinegro. Dos años después, y bajo la presidencia del militar Juan Bohoyo, se especializó en fútbol y se renombró la entidad a "Emérita Foot-ball Club", con el "campo municipal La Antigua" de estadio principal. Poco a poco, absorbió a rivales como el civil España Foot-ball Club o el Club M.Z.A., perteneciente a la compañía ferroviaria Madrid-Zaragoza-Alicante, hasta convertirse en la principal institución deportiva de la localidad.
En septiembre de 1924 se creó la Federación Extremeña de Fútbol y el Emérita F. C. fue uno de sus miembros fundadores. Sus primeros años son difíciles, a nivel deportivo e institucional, y en 1930 se produjo un nuevo cambio de denominación a Club Deportivo Emérita. Aunque en la temporada 1932-33 se proclamaron campeones de la liga regional, tuvieron que renunciar a la inscripción al año siguiente por problemas económicos. Se reincorporaron en 1934, de nuevo como Emérita F. C., y siguieron en la competición hasta el estallido de la guerra civil española. La actividad de la sociedad quedó paralizada y no se retomó hasta el final del conflicto a iniciativa del alcalde, Baldomero Díaz de Entresoto, que la renombró a "Sociedad Deportiva Emeritense".

### S. D. Emeritense y Mérida Industrial
Con la refundación en 1939 como S. D. Emeritense, se invirtió en nuevos jugadores y se aprovechó la reorganización de la Tercera División española para inscribirse en esa competición a partir de la temporada 1943-44. En un grupo formado por clubes andaluces, extremeños y manchegos, permaneció cuatro temporadas con unos resultados muy discretos, hasta que descendió a Regional en la campaña 1946-47. Regresó a la categoría de bronce en 1949 y a pesar de que estuvo a punto de descender en el año siguiente, salvó su posición gracias a la reimplantación de la Federación Extremeña.
Poco a poco, mejoró su desempeño deportivo y fue en progresión. El 23 de mayo de 1953 estrenó un nuevo terreno de juego con la inauguración del Estadio Municipal. Y en la temporada 1954-55 clasificó en segunda posición y jugó su primera promoción de ascenso a Segunda División, aunque no consiguió su objetivo. Los éxitos fueron a más cuando en la campaña 1956-57 se proclamó campeón de grupo por primera vez en su historia, pero en la ronda final de promoción cayó frente al Agrupación Deportiva Plus Ultra. Tras esa derrota no gozó de más oportunidades y cayó en declive hasta que en 1960-61 se produjo un nuevo descenso a Regional, donde solo permaneció una temporada. El equipo fue cambiando de grupo con las nuevas composiciones de la Tercera División pero, a pesar de todas esas vicisitudes, logró consolidarse en la categoría.
El 23 de abril de 1966, el entonces presidente Paco Álvarez Benito renombró el club a "Mérida Industrial Club de Fútbol", en reconocimiento al apoyo e inversión que había desempeñado la industria local. Pero en el plano deportivo no se produjeron demasiados cambios durante el resto de la década. Poco a poco, empeoró sus resultados hasta que en la temporada 1971-72 vuelve a descender a Regional Preferente. A pesar de varios intentos por recuperar la categoría perdida, permaneció allí cinco temporadas y solo pudo subir en el año 1975-76 como campeón.
A finales de los años 1970, el equipo mejoró de nuevo sus resultados y fue la revelación de la temporada 1979/80, donde se proclamó campeón con un récord de veintidós victorias y subió a Segunda División "B", donde solo permaneció un año. En ese tiempo se había producido la llegada a la presidencia de José Fouto Carvajal, un distribuidor de café que se convirtió en una de las figuras clave de la historia de los emeritenses. A pesar del descenso, el Industrial se mantuvo competitivo en Tercera y estuvo a punto de retornar en varias ocasiones.

### Club Polideportivo Mérida
En 1985, se renombró la entidad como "Club Polideportivo Mérida" y se marcó el objetivo de llegar hasta Segunda División "B". En esa época, había una plaza de ascenso directa para el campeón de cada grupo. Después de quedar a las puertas en el año 1987-88, al perder frente al C. D. Don Benito en un encuentro de desempate, en la temporada 1988-89 fue líder y subió.
El equipo se reforzó con veteranos futbolistas de la liga española y consiguió una buena octava plaza en su año de regreso. En la temporada 1990-91, el cuadro extremeño se vio beneficiado por un nuevo sistema que permitía a los cuatro primeros de cada grupo disputar una fase final por el ascenso. En la fase regular finalizó en cuarta posición, pero en la promoción se proclamó campeón de grupo, por delante del Barcelona Atlético, Osasuna Promesas y C. D. Lugo, y consiguió el ascenso a Segunda División por primera vez en su historia. Al margen de este hito, la institución se profesionaliza. En 1990 fusionó dos clubes regionales para crear un filial, el Mérida Promesas. Y en 1992 se convirtió en una sociedad anónima deportiva para poder jugar en las categorías profesionales.
En su temporada de debut, contrató a Eduardo Caturla de entrenador, aunque tras unos malos resultados fue cesado por la directiva. Su sustituto fue Juanito Gómez, uno de los futbolistas más emblemáticos del Real Madrid y que, en su primer trabajo en un banquillo, consiguió la permanencia. Sin embargo, el equipo se vio marcado por la tragedia cuando Juanito falleció en un accidente de tráfico el 2 de abril de 1992. De esa etapa también destacó la presencia como guardameta de Santiago Cañizares. En las dos siguientes campañas, los blanquinegros se mantuvieron en la zona media de la clasificación.

### Ascensos a Primera División
En la temporada 1994-95, el C. P. Mérida se mantuvo fuerte durante toda la temporada y ascendió a Primera División, en lo que significaba también el debut de un equipo de Extremadura en la máxima competición nacional. Bajo las órdenes de Sergio Kresic, finalizó campeón de Segunda y certificó su promoción con una victoria frente a la S. D. Eibar en el estadio Municipal, con un gol de Crescencio Cuéllar. El conjunto emeritense se mostró muy sólido en defensa y solo encajó diecinueve goles en aquel año, razón por la que el guardameta Francisco Leal ganó el Trofeo Zamora de la categoría. Además, la plantilla de aquella época estaba formada por nombres como Momparlet, Monreal, Toribio, Loren y Luis Sierra en la zaga; Gabi Correa, Mosquera, Urbano y Antonio Reyes en el mediocampo; y Roberto Martínez, Prieto y Miguel Ángel Benítez en la delantera, entre otros muchos.
Para afrontar su debut en la temporada 1995-96, un año que pasó a la historia por la crisis que derivó en la "liga de los 22 clubes", el equipo remodeló por completo su campo de fútbol y le cambió el nombre por el de Estadio Romano José Fouto. En cuanto a la plantilla, también experimentó una importante renovación. Algunos jugadores como Mosquera y Benítez se marcharon a clubes de mayor categoría y otros se quedaron en Segunda. Para suplirlos llegaron más de quince caras nuevas, entre las que solo acabaron destacando David Pirri, Sinval y Quique Martín. La falta de adaptación a la nueva categoría condenó al Mérida al descenso: fue penúltimo, a un solo punto de la promoción por la permanencia.
De nuevo en Segunda División, se renovó por completo la plantilla con trece caras nuevas, aunque mantuvo a los futbolistas más destacados en la etapa anterior. Otros como Manuel Canabal, que llegó el pasado año, asumieron la titularidad. A pesar de dominar en casi todos los partidos y ser el segundo clasificado, la directiva cesó a Sergio Kresic en febrero de 1997 y contrató en su lugar a Jorge D'Alessandro. El cambio en el banquillo no afectó a la moral de un bloque que mantuvo el buen ritmo y ascendió en primera posición. La confirmación de este logro fue en un partido frente al C. D. Leganés con un doblete de Quique Martín, máximo goleador del equipo en pareja con el polaco Jerzy Podbrozny.
Su segunda etapa en la máxima categoría, en la temporada 1997-98, se caracterizó de nuevo por una renovación de la plantilla. El fichaje más mediático fue el guardameta Carlos Fernando "El Mono" Navarro Montoya, procedente del C. F. Extremadura, y a él le siguieron Pablo Alfaro, Marcos Martín, Cortés, Juan Sabas y Dmitri Rádchenko. Además, llegaron como figuras emergentes tres argentinos con experiencia internacional en la selección sub-20: Leo Biagini, Iván Gabrich y Leo Franco. El cuadro blanquinegro tuvo una buena racha a mitad de temporada y llegó hasta cuartos de final en la Copa del Rey, pero al final sus resultados empeoraron y se hundió hasta la penúltima posición, descendiendo de nuevo.

### Últimos años y desaparición
Aunque el C. P. Mérida mantuvo un buen nivel competitivo en Segunda División, estaba sufriendo problemas financieros que ya se hicieron evidentes durante el último año en la máxima categoría, cuando José Fouto amenazó con dejar la gestión al Ayuntamiento. La deuda, superior a los 1.500 millones de pesetas en 2000, se disparó por la inversión en jugadores y la remodelación del estadio municipal, asumida en parte por la junta directiva. Tanto el empresario como el consistorio tenían participaciones, pero ninguno se puso de acuerdo para asumir los pagos y terminaron enfrentados. Según la presidencia, esta crisis también estuvo motivada por los movimientos de Fouto Carvajal para presentar una candidatura electoral municipal, lo que derivó en que la alcaldía no ejecutara el pago por convenios y publicidad firmados.
El 30 de julio de 2000 José Fouto Carvajal presentó su dimisión. Dos días después, la Liga de Fútbol Profesional descendió administrativamente al Mérida por el impago de 180 millones de pesetas a diecisiete futbolistas. Y al no llegar a un acuerdo para refinanciar su deuda, la institución desapareció el 1 de septiembre de 2000. Tomó su plaza el Mérida Promesas, equipo filial que se desvinculó para no ser incluido en la liquidación y que se convirtió en el Mérida Unión Deportiva.

## Uniforme
Los colores distintivos del Club Polideportivo Mérida son el blanco en la camiseta y el negro en el pantalón, reflejados también en el escudo. Se basan en la antigua equipación de la "Sociedad Sportiva Emeritense", el primer equipo que existió en la localidad.
Durante la década de 1920 la equipación titular era una camiseta roja con pantalón negro. No fue hasta 1933 cuando se pasó a la composición blanquinegra característica.
| 1927 - 1933 | 1933 - 1967 | 1967 - 1979 | 1979 - 1997 | 1997 - 2000 |

### Indumentaria y patrocinador
Las siguientes tablas detallan cronológicamente las empresas proveedoras de indumentaria y los patrocinadores que ha tenido el Club Polideportivo Mérida desde los años 1990:
| Periodo     | Proveedor |
| ----------- | --------- |
| 1991 - 1992 | Puma      |
| 1992 - 1993 | Joma      |
| 1993 - 1995 | Massana   |
| 1995 - 2000 | Puma      |

| Periodo     | Patrocinador                       |
| ----------- | ---------------------------------- |
| 1991 - 1992 | Caja de Badajoz                    |
| 1992 - 1993 | Productos de Extremadura           |
| 1993 - 1997 | Caja de Extremadura                |
| 1997 - 1998 | Jamón Dehesa de Extremadura        |
| 1998 - 2000 | Mérida, Patrimonio de la Humanidad |

## Estadio
El campo donde el Club Polideportivo Mérida jugaba sus partidos era el Estadio Romano. Su aforo es de 14.600 espectadores, tiene unas dimensiones de 106 por 70 metros y césped natural. Su propietario es el Ayuntamiento de Mérida y actualmente es el campo del Mérida Asociación Deportiva.
Se inauguró el 23 de mayo de 1953 como Estadio Municipal de Mérida, con 8.000 localidades y una pista de atletismo alrededor del terreno de juego. Cuando se confirmó el ascenso a Primera División, fue renovado por completo para adaptarlo a las necesidades de la Liga de Fútbol Profesional: se construyeron nuevos fondos, se remodelaron las tribunas con cubiertas, se eliminó la pista y se mejoraron los accesos, iluminación y seguridad. En 1997 fue bautizado Estadio Romano José Fouto en honor al presidente del club, pero tras la desaparición se pasó a la denominación actual.
El estadio ha albergado dos partidos internacionales de carácter oficial: uno de la clasificatoria para el Campeonato de Europa sub-21 de 1992 entre España y Checoslovaquia el 12 de noviembre de 1991, y otro de la fase de clasificación para la Copa Mundial de Fútbol de 2010 entre España y Estonia.
El anterior recinto del C. P. Mérida fue el campo municipal La Antigua, usado desde 1912 hasta 1953.

## Datos del club

### Denominaciones
A lo largo de su historia, el Club Polideportivo Mérida ha tenido distintos nombres hasta su denominación final. La primera institución futbolística de la ciudad se llamó Sociedad Sportiva Emeritense, nombre que en 1939 se recuperó con una adaptación castellanizada.
A continuación se listan las distintas denominaciones de las que ha dispuesto el club a lo largo de su historia:
- 1921 a 1929: Emérita Foot-ball Club
- 1929 a 1934: Club Deportivo Emérita
- 1934 a 1936: Emérita Foot-ball Club
- 1939 a 1966: Sociedad Deportiva Emeritense
- 1966 a 1985: Mérida Industrial Club de Fútbol
- 1985 a 2000: Club Polideportivo Mérida

### Datos estadísticos
Temporadas en 1.ª: 2 
- Mejor puesto: 19º (1997/98)
- Peor puesto: 21.º (1995/96)
- Clasificación histórica 1.ª división: 52.º
- Mayor victoria como local: CP Mérida 4-0 Real Celta de Vigo (1997/98)
- Mayor victoria como visitante: Real Sociedad 1-2 CP Mérida (1995/96)
- Mayor derrota como local: CP Mérida 1-3 Real Betis Balompié (1997/98)
- Mayor derrota como visitante: Athletic Club 5-1 CP Mérida (1997/98)

- Primer gol en Primera División: Marcado por Quique Martín (1-0) el 03-09-1995 en el 30' del CP Mérida 1-1 Real Betis Balompié (1.ª jornada 1995/96)
- Primera victoria en Primera División: Real Sociedad 1-2 CP Mérida (15-10-1995  → 8.ª jornada 1995/96)

| 1.ª División | PJ | PG | PE | PP | GF | GC  | DG  | PJl | PGl | PEl | PPl | GFl | GCl | DGl | PJv | PGv | PEv | PPv | GFv | GCv | DGv |
| ------------ | -- | -- | -- | -- | -- | --- | --- | --- | --- | --- | --- | --- | --- | --- | --- | --- | --- | --- | --- | --- | --- |
| 1995-96      | 42 | 10 | 12 | 20 | 37 | 62  | -25 | 21  | 8   | 6   | 7   | 22  | 20  | +2  | 21  | 2   | 6   | 13  | 15  | 42  | -27 |
| 1997-98      | 38 | 9  | 12 | 17 | 33 | 53  | -20 | 19  | 8   | 7   | 4   | 25  | 18  | +7  | 19  | 1   | 5   | 13  | 8   | 35  | -27 |
| Total        | 80 | 19 | 24 | 37 | 70 | 115 | -45 | 40  | 16  | 13  | 11  | 47  | 38  | +9  | 40  | 3   | 11  | 26  | 23  | 77  | -54 |

Temporadas en 2.ª: 7
- Mejor puesto: 1.º (1994/95 y 1996/97)
- Peor puesto: 10.º (1998/99)

 Temporadas en 2.ªB: 3
- Mejor puesto: 4.º (1990/91)

Temporadas en 3ª: 37
- Mejor puesto: 1.º (1956/57, 1979/80 y 1988/89)

Temporadas en Copa del Rey: 19

#### Resumen estadístico
Nota: En negrita competiciones activas.
| Competición                  | P.J. | P.G. | P.E. | P.P. | G.F. | G.C. | Mejor resultado |
| ---------------------------- | ---- | ---- | ---- | ---- | ---- | ---- | --------------- |
|                              |      |      |      |      |      |      |                 |
| Primera división             | 80   | 19   | 24   | 37   | 70   | 115  | 19.º puesto     |
| Segunda división             | 274  | 116  | 83   | 75   | 349  | 260  | Campeón         |
| Segunda división B           | 114  | 42   | 34   | 38   | 128  | 120  | 4º puesto       |
| Tercera división             | 1171 | 518  | 256  | 397  | 1944 | 1690 | Campeón         |
| Campeonato de España de Copa | ??   | ??   | ??   | ??   | ??   | ??   | ??              |
| Total                        | ??   | ??   | ??   | ??   | ??   | ??   | 5 Títulos       |

## Jugadores

### Más partidos en 1.ª división
| Posición | Nombre      | Partidos |
| -------- | ----------- | -------- |
| 1°       | Sinval      | 75       |
| 2.°      | Luis Sierra | 67       |
| 3.°      | Momparlet   | 60       |

### Máximos goleadores en 1.ª división
| Posición | Nombre     | Goles |
| -------- | ---------- | ----- |
| 1°       | Prieto     | 15    |
| 2°       | Sinval     | 12    |
| 3°       | Juan Sabas | 7     |

## Entrenadores

### Entrenadores con más partidos en 1.ª división
| Posición | Nombre             | PJ | PG | PE | PE | GF | GC | DG  |
| -------- | ------------------ | -- | -- | -- | -- | -- | -- | --- |
| 1°       | Sergio Krešić      | 42 | 10 | 12 | 20 | 37 | 62 | -25 |
| 2°       | Jorge D'Alessandro | 38 | 9  | 12 | 17 | 33 | 53 | -20 |

## Palmarés

### Torneos nacionales
- Segunda División (2): 1994/95, 1996/97.
- Tercera División (3): 1956/57, 1979/80, 1988/89.
- Subcampeón de la Tercera División (3): 1954/55, 1981/82, 1987/88.

| Títulos oficiales | Nacionales | Nacionales | Nacionales | Nacionales | Nacionales | Nacionales                              | Nacionales | Nacionales | Nacionales | Europeos | Europeos | Europeos | Europeos | Europeos | Europeos | Mundiales | Mundiales | Total |
| Títulos oficiales |            |            |            |            |            | Copa Real Federación Española de Fútbol |            |            |            |          |          |          |          |          |          |           |           | Total |
| ----------------- | ---------- | ---------- | ---------- | ---------- | ---------- | --------------------------------------- | ---------- | ---------- | ---------- | -------- | -------- | -------- | -------- | -------- | -------- | --------- | --------- | ----- |
| C.P. Mérida       | -          | 2          | -          | 3          | -          | -                                       | -          | -          | -          | -        | -        | -        | -        | -        | -        | -         | -         | 5     |

#### Trofeos Amistosos
- Trofeo Ciudad de Mérida: (17) 1967, 1969, 1970, 1976, 1977, 1978, 1980, 1981, 1983, 1985, 1988, 1992, 1994, 1996, 1997, 1998, 2000
- Trofeo Ciudad de Almendralejo: (3) 1980, 1994, 1995
- Trofeo Ciudad de Cáceres: (1) 1992
- Trofeo Ciudad de Zamora: (1) 1993
- Trofeo Emma Cuervo: (1) 1993
- Trofeo Alcarria: (1) 1998
- Trofeo Feria de Toledo: (1) 1999

## Filmografía
- Documental TVE (2-7-2015), «Conexión Vintage - 'Club Polideportivo Mérida, ida y vuelta a las estrellas'» en RTVE.es.